# Cuba (Portugalia)
Cuba – miejscowość w Portugalii, leżąca w dystrykcie Beja, w regionie Alentejo w podregionie Baixo Alentejo. Miejscowość jest siedzibą gminy o tej samej nazwie.

## Demografia
| Liczba ludności gminy Cuba (1801–2011) | Liczba ludności gminy Cuba (1801–2011) | Liczba ludności gminy Cuba (1801–2011) | Liczba ludności gminy Cuba (1801–2011) | Liczba ludności gminy Cuba (1801–2011) | Liczba ludności gminy Cuba (1801–2011) | Liczba ludności gminy Cuba (1801–2011) | Liczba ludności gminy Cuba (1801–2011) | Liczba ludności gminy Cuba (1801–2011) | Liczba ludności gminy Cuba (1801–2011) |
| -------------------------------------- | -------------------------------------- | -------------------------------------- | -------------------------------------- | -------------------------------------- | -------------------------------------- | -------------------------------------- | -------------------------------------- | -------------------------------------- | -------------------------------------- |
| 1801                                   | 1849                                   | 1900                                   | 1930                                   | 1960                                   | 1981                                   | 1991                                   | 2001                                   | 2004                                   | 2004                                   |
| 3742                                   | 3944                                   | 6103                                   | 8 054                                  | 7554                                   | 5740                                   | 5494                                   | 4994                                   | 4775                                   | 4 878                                  |

## Sołectwa
Sołectwa gminy Cuba (ludność wg stanu na 2011 r.):
- Cuba – 3306 osób
- Faro do Alentejo – 591 osób
- Vila Alva – 514 osób
- Vila Ruiva – 467 osób